# Zračna luka Plovdiv
Zračna luka Plovdiv je civilna zračna luka u Krumovu kod Plovdiva u Bugarskoj. Služi gradu Plovdivu, drugom najvećem u Bugarskoj poslije Sofije i obližnjim skijališta Bansko, Pamporovo i Borovcu.  Često se naziva Zračna luka Plovdiv-Krumovo.
Četvrta je najprometnija zračna luka u državi iza Sofije, Burgasa i Varne. Uglavnom služi za charter letove, tijekom zimske sezone od kraja prosinca do ožujka. Glavni promet danas čine charter letovi za i iz Velike Britanije i Rusije. Zračna luka također igra važnu ulogu u slučaju izvanrednih situacija, a ponekad se koristi kao alternativa za sofijsku zračnu luku koja je udaljena gotovo 150 km ili 1,5 sata vožnje Trakijskom autocestom.

## Destinacije
| Kompanija               | Destinacija                            |
| ----------------------- | -------------------------------------- |
| Arkia                   | Sezonski čarter: Tel Aviv              |
| Corendon Dutch Airlines | Sezonski: Amsterdam                    |
| Jet2.com                | Sezonski čarter: Belfast               |
| Monarch Airlines        | Sezonski čarter: London                |
| Pegasus Airlines        | Sezonski čarter: Izmir                 |
| Ryanair                 | London                                 |
| S7 Airlines             | Sezonski: Moskva                       |
| Thomas Cook Airlines    | Sezonski čarter: Belfast (kreće 2017.) |
| Yamal Airlines          | Sezonski čarter: Moskva                |
| Cargoair                | Teretna linija: Barcelona              |